# Booby Trap
Os Booby Trap são uma banda de thrash metal/crossover originária de Aveiro, Portugal. A banda esteve activa entre 1993 e 1997, tendo conseguido um êxito considerável no movimento underground do momento. Voltaram a reunir-se em 2012, após 15 anos de interregno.

## História

### Origens (1993 - 1997)
No início da actividade, os Booby Trap participaram em vários concursos de música moderna portuguesa, então populares, tendo arrecadado o 1º lugar em vários, o mais importante dos quais o 1º Concurso de Música Moderna do Porto, contra mais de 40 bandas, com júri constituído por Adolfo Luxúria Canibal (Mão Morta), Paulo Barros (Tarantula), João Ribas (Censurados), Hugo Moutinho (Jornal Blitz) e Paula Rocha (Rádio Minuto).
Em 1994 lançaram a sua demo, Brutal Intervention. Em 1996 participaram com 10 temas no Split-CD Mosh It Up, com as bandas brasileiras TIT e Locus Horrendus, editado pela Fast'n'loud.
Antes de interromper a actividade, em 1997, os Booby Trap participaram em mais de uma centena de concertos do norte ao sul de Portugal, partilhando o palco com bandas nacionais e internacionais, tais como Cradle of Filth, Hypocrisy, Grave, Gorefest, Charged GBH, Dorsal Atlântica, Moonspell, Tarantula, Inkisição, entre outras do panorama underground da década de 90.
Após a interrupção, os elementos participaram em diversas bandas e projectos incluindo: Miguel Santos nos Superego; Pedro Azevedo nos Wild Bull; Pedro Junqueiro nos Snowball, Konk e Wild Bull; Nuno Barbosa nos Strange Airplane e Ricardo Melo nos Anger.

### Reunião (2012)
Em 2012, os Booby Trap aceitaram o convite da organização do Festival Vértice para um concerto de reunião da banda, depois de um intervalo de 15 anos. O festival foi organizado pela Câmara Municipal de Aveiro e realizou-se no emblemático Teatro Aveirense, contando com a presença de mais de uma dezena de bandas e DJs Aveirenses. Aproveitando a reunião, foram também convidados e participaram no XIV Blindagem Metal Fest, partilhando o palco com os W.A.K.O., Echidna, I, Machinery e Dark Oath.
Na nova encarnação, a formação da banda mantém três dos elementos fundadores, reforçados com a entrada de Carlos Ferreira (ex-Deep Pression e Hu-Matic) para o baixo e passando a contar apenas com uma guitarra. Após a recepção que tiveram nos concertos de reunião, a banda decidiu dar continuidade à sua actividade.
Em Dezembro de 2012, os Booby Trap foram uma das bandas seleccionadas, entre mais de 100 concorrentes, para a edição 2013 do W:O:A METAL BATTLE PORTUGAL, participando na eliminatória em Braga, a 5 de Janeiro de 2013, juntamente com os Brutal Brain Damage, Pestifer e Waste.

### Survival(2013 - 2015)
Em Novembro de 2013 a banda lança o álbum Survival, o primeiro registo sonoro em 16 anos. O álbum foi gravado na sua própria sala de ensaios, convertida em estúdio.[carece de fontes?] O álbum reúne oito temas e um tema bónus e conta com a participação de Zé Luis Rocha, vocalista da banda aveirense The Last of Them no tema de abertura Survive. A distribuição do álbum ficou a cargo da própria banda, como é normal no meio em que a banda se insere. No entanto, a banda recorreu também ao serviço Bandcamp para realizar a distribuição no formato digital.
Em 2014, o álbum foi reeditado em CD pela Non Nobis Productions, passando a incluir mais um tema, uma cover do Ace of Spades dos Motörhead. Esta edição conta, assim, com dez temas no total. Para além da distribuição em CD, o álbum passou a estar disponível em várias plataformas digitais, incluindo o iTunes, Amazon MP3, Spotify, Deezer, entre outras.
Também em 2014, o álbum foi reeditado em vinil pela Sasg Records. Esta edição contém os mesmos dez temas que a edição em CD, mas com uma ordem diferente e uma nova masterização, realizada por Miguel Marques do Bender Mastering Studio.

### Reedição deBrutal Interventione nova formação (2015)
A 18 de Maio de 2015, foi relançada pela Firecum Records a demo-tape de estreia, Brutal Intervention, agora em formato CD e com a adição de temas gravados em ensaio, dois dos quais inéditos.[carece de fontes?] No mesmo dia, Miguel Santos, um dos elementos fundadores, abandonou amigavelmente a formação da banda, alegando discordância em relação ao actual modelo de gestão da banda. Mais tarde, revelou que a reedição da demo-tape foi realizada à sua revelia e que essa terá sido a razão decisiva para a sua saída da banda. Da formação original restam, assim, apenas dois elementos, curiosamente os mesmos que em 2011 constituíram a banda de bar/covers Wild Bull. O lugar vago na bateria foi ocupado três dias depois por Hugo Lemos.

### Overloaded (2016 - 2018)
Em 2016 editam o seu segundo longa duração Overloaded e promovem-no com diversos concertos e apresentações em festivais do país ao lado de bandas como Ratos de Porão,[carece de fontes?] Bulldozer, Malignant Tumour e Martyr.
Em 2017 realizam diversos lançamentos, 2 splits com a banda punk lisboeta Albert Fish e o EP Drunkenstein.
Em 2018, Carlos Ferreira abandona a banda e é substituído por Fernando Santos,[carece de fontes?] baixista da banda punk Estado De Sitio mesmo a tempo das actuações em 2 dos maiores festivais de heavy metal do país, o Laurus Nobilis Music em Famalicão que contou também com Septic Flesh e Dark Tranquility no cartaz e o Vagos Metal Fest onde constaram nomes como Suicidal Tendencies, Ross The Boss e Municipal Waste. Depois destes festivais a banda fecha-se em estudio a gravar o sucessor de Overloaded que viria a ser editado no inicio de 2019.

### Stand Up And Fight (2019)
Em março de 2019 editam o seu 3º longa duração, Stand Up And Fight através da editora Firecum Records e em dezembro do mesmo ano o EP Beers In Heaven, um trabalho que reúne 6 temas em apenas 37 segundos.
Bastards United (2020)
Em setembro de 2020 junta-se à banda como segundo guitarrista, Miguel Azevedo, filho de Pedro Azevedo, guitarrista e um dos membros fundadores dos Booby Trap, este novo elemento não participou no entanto na gravação do seu mais recente trabalho Bastards United, editado em novembro mais uma vez pela editora Firecum Records, um trabalho que marca o regresso da banda ás edições em formato split-CD onde participa com 6 temas, desta feita, em conjunto com as bandas portuguesas Pitch Black e Buried Alive.

## Discografia

### Demos
- 1994 - Brutal Intervention (13 temas) - Editado pela Martelo Pneumático (MP001)

### Split-CDs
- 1996 - Mosh It Up (com as bandas TIT e Locus Horrendus, inclui dez temas dos Booby Trap), editado pela Fast'n'loud (FL010)
- 2020 - Bastards United (com as bandas Pitch Black e Buried Alive, inclui 6 temas de Booby TRap), editado pela Firecum Records

### Álbuns
- 2013 - Survival (CD com oito temas e um tema de bónus) - Lançamento de Autor
- 2014 - Survival (reedição em CD com dez temas incluindo uma cover do tema Ace of Spades dos Motörhead) - Non Nobis Productions[8]
- 2014 - Survival (reedição em LP com dez temas incluindo uma cover do tema Ace of Spades dos Motörhead, remisturado para vinil por Miguel Marques do Bender Mastering Studio) - Sasg Records
- 2015 - Brutal Intervention (reedição em CD da demo-tape de 1994, com a adição de temas gravados em ensaio, dois dos quais inéditos) - Firecum Records
- 2016 - Overloaded (album com quinze temas incluindo uma cover do tema Beber Até Morrer dos Ratos de Porão) - Editado em CD por Firecum Records, Non Nobis Productions e Nbqrecords, em LP por Firecum Records, Non Nobis Productions, Nbqrecords e SASG Records e em cassete por Firecum Records e Martelo Pneumático.
- 2019 - Stand Up And Fight (album com 13 temas incluindo uma cover do tema Alcohol dos Gang Green) - Editado em CD e LP por Firecum Records.

### Participações em compilações
- 1994 - Portugal Rebelde Vol. 1 (tema 2 - "Booby Trap") - Editado pela Global
- 1995, Reeditado 1996 - Play It Loud (temas 7 - "Sit, Watch and Do Nothing"; 31 - "The Gutter") - Editado pela Fast'n'loud (FL004)
- 1996, Reeditado 2006 - Compilação Antimilitarística Ibérica (tema 14 - "Fight") - Editado pela Deflagra
- 2014 - 13 Portuguese Metal Compilation vol. II (tema 4 - "Survive") - Editado pela 13MetalComp[14]
- 2014 - Aveiro Rocks a Lot (ARAL), Volume 1 (tema 10 - "Calem-se Já!") - Editado pela Associação Cultural e Recreativa 'Recreio do Castor'[15][16][17][18]
- 2014 - Heavy Load, Vol. 1 (tema 7 - "Six Little Friends") - Editado pela Non Nobis Productions[19]
- 2015 - Ultraje, Vol. 1 (tema 8 - "Out To Die") - Editado pela Nordavind Records[20]
- 2016 - Quebra-Cabeças Compilação De Rock E Metal Português (tema 3 - "Use Your Head") - Editado pela Rot'em Records

- 2017 - Simbióticos (Simbiose Tribute) (tema 9 - "Abismo") - Editado pela Ragingplanet
- 2017 - Som Das Ruas Vol. III (tema 3 - "Drunkenstein") - Editado por Sindicato

### Split-EPs
- 2017 - Albert Fish / Booby Trap (split-EP com a banda Albert Fish em vinil de 7" com 2 temas de cada banda), editado por Zerowork Records, Firecum Records e Ragingplanet.
- 2017 - Fuck S.P.A. (split-EP com a banda Albert Fish em vinil de 7" com 1 tema de cada banda), editado por Firecum Records.

### EPs
- 2017 - Drunkenstein (CD com 7 temas, incluindo uma cover de Ramones e uma de Simbiose), editado por Firecum Records e Non Nobis Productions.
- 2019 - Beers In Heaven (vinil de 7" com 6 temas originais)